# Mavrlen
Mávrlen (v starejših zapisih tudi Maverl, nemško Maierle) je naselje v Sloveniji v Občini Črnomelj. Leži v Beli krajini in spada v Jugovzhodno statistično regijo. Povprečna nadmorska višina naselja je 376 m. Pomembnejše bližnje naselje je Črnomelj (6,5 km). Na jugu meji na Dobličko Goro, na vzhodu na Jelševnik, na severu pa na Stražnji Vrh.
V 16. stoletju so se v že obstoječo vas začeli naseljevati Kočevarji, ki so tu ostali do leta 1941. Septembra 2017 so 71-letno vaščanko do smrti pogrizli trije pitbuli.